# October Rust
October Rust es el cuarto álbum de la banda estadounidense Type O Negative, lanzado en 1996 por Roadrunner Records. El disco cuenta con la presencia del nuevo baterista, Johnny Kelly, quien reemplazó a Sal Abruscato, aunque para la grabación se utilizaron cajas de ritmos programadas por Josh Silver. Una vez más, se incluye un cover de un artista de corte cantautor/soft rock, como sucediera con una versión de «Seals and Crofts» en el álbum anterior; en este caso es «Cinnamon Girl», de Neil Young.
El principal sencillo del disco fue «My Girlfriend's Girlfriend», cuya cara B era una versión del tema «Black Sabbath» que no había sido incluida en el álbum. «My Girlfriend's Girlfriend», en consonancia con la temática predominantemente sexual del álbum, está basado en relaciones poliamorosas —concretamente, un trío con dos mujeres— del propio Steele (compositor del tema) y fue pensado para sonar en las emisoras de radio aunque no logró su objetivo. Debido en parte a dicho fracaso en su difusión, October Rust supuso una decepción comercial para la banda ya que consiguió menos ventas que su predecesor Bloody Kisses, y logró el disco de oro (500 000 copias vendidas en EE. UU.) casi cuatro años después de su lanzamiento, el 20 de julio de 2000.

## Recepción e influencia
Aun así, a nivel comercial October Rust alcanzó el puesto 42 en el Billboard 200 estadounidense y el número 26 de ventas en Reino Unido. Musicalmente, el álbum resultó más definido que sus anteriores lanzamientos, y se convirtió en un clásico que catapultó a la banda al estatus de iconos del metal gótico.
Bill Ward, baterista de la banda británica Black Sabbath, catalogó en 2017 a October Rust entre sus álbumes favoritos de metal de todos los tiempos, y lo situó en el sexto lugar. Ward admira particularmente la canción «Red Water (Christmas Mourning)», tema que pincha en antena todas las navidades desde su programa de radio Rock 50 en la emisora de radio universitaria WPMD.

## Lista de canciones
1. «Bad Ground» – 0:38
2. «[Untitled]» – 0:21
3. «Love You to Death» – 7:08
4. «Be My Druidess» – 5:25
5. «Green Man» – 5:47
6. «Red Water (Christmas Mourning)» – 6:48
7. «My Girlfriend's Girlfriend» – 3:46
8. «Die with Me» – 7:12
9. «Burnt Flowers Fallen» – 6:09
10. «In Praise of Bacchus» – 7:36
11. «Cinnamon Girl» – 4:00
12. «The Glorious Liberation of the People's Technocratic Republic of Vinnland by the Combined Forces of the United Territories of Europa» – 1:07
13. «Wolf Moon (Including Zoanthropic Paranoia)» – 6:37
14. «Haunted» – 10:07
15. «[Untitled]» – 0:08

## Integrantes de la banda en este álbum
- Peter Steele: voz, bajo, guitarras adicionales;
- Kenny Hickey: guitarras, voz;
- Josh Silver: teclados, órgano, voz;
- Johnny Kelly: batería;
- The Bensonhoist Lesbian Choir: coros. En realidad, bajo este nombre ficticio se incluyen tanto los propios miembros de la banda como algunos amigos invitados. El término "Bensonhoist" alude al barrio de Bensonhurst en Brooklyn.[1]